# پوشوینتنه (شهرستان اوپوچنو)
پوشوینتنه (به لاتین: Poświętne) یک روستا در لهستان است که در گمینا پوشوینتنه (استان ووتسکی) واقع شده‌است. پوشوینتنه ۴۱۲ نفر جمعیت دارد.